# Verloren Generatie
De Verloren Generatie (Engels: Lost Generation) was het demografische cohort in de westerse wereld dat jongvolwassen werd tijdens de Eerste Wereldoorlog. De term 'Lost Generation' werd voor het eerst gebruikt door Gertrude Stein voor een groep van Amerikaanse schrijvers die in de periode tussen de wereldoorlogen in Parijs verbleven. De generatie wordt over het algemeen gedefinieerd als mensen geboren tussen 1883 en 1900, en werd gevolgd door de Grootste Generatie (1901-1927).
Deze generatiegenoten groeiden op in de nasleep van de industriële revolutie, in samenlevingen die meer op consumptie en media georiënteerd waren dan ooit tevoren, maar anderzijds nog strikt conservatieve sociale normen hanteerden. Jonge mannen van het cohort werden massaal gemobiliseerd voor de Eerste Wereldoorlog, en velen sneuvelden. Jonge vrouwen droegen bij aan en werden beïnvloed door de oorlog. Zij kregen in de nasleep ervan meer politieke en andere vrijheden. De Verloren Generatie was kwetsbaar voor de Spaanse grieppandemie, en werd de drijvende kracht achter veel culturele veranderingen, vooral in de grote steden tijdens wat bekend werd als de roaring twenties.
Later ondervonden zij de economische gevolgen van de crisis van de jaren 1930 en zagen zij vaak hun eigen zonen vertrekken naar de slagvelden van de Tweede Wereldoorlog. 
Verloren Generatie · Groots(t)e Generatie · Stille Generatie · Babyboomgeneratie · Generatie X · Generatie Y· Generatie Z · Generatie Alfa · Generatie Bèta